# Kanton Vienne-Sud
Kanton Vienne-Sud (fr. Canton de Vienne-Sud) byl francouzský kanton v departementu Isère v regionu Rhône-Alpes. Skládal se z 10 obcí. Zmizel v r. 2015.

## Obce kantonu
- Chonas-l'Amballan
- Les Côtes-d'Arey
- Estrablin
- Eyzin-Pinet
- Jardin
- Moidieu-Détourbe
- Reventin-Vaugris
- Les Roches-de-Condrieu
- Saint-Sorlin-de-Vienne
- Vienne (jižní část)